# Estados Gerais dos Países Baixos
Os Estados Gerais dos Países Baixos (neerlandês: Staten-Generaal) é o parlamento bicameral dos Países Baixos. É composto por duas câmaras, a mais importante das quais, a Tweede Kamer (literalmente "Segunda Câmara") é eleita diretamente. A Eerste Kamer ("Primeira Câmara", também conhecida como Senado) é eleita indiretamente pelos membros das 
legislaturas provinciais. As salas de reuniões de ambas as câmaras do Staten-Generaal estão localizadas no Binnenhof (Corte Interna), em Haia.

## História

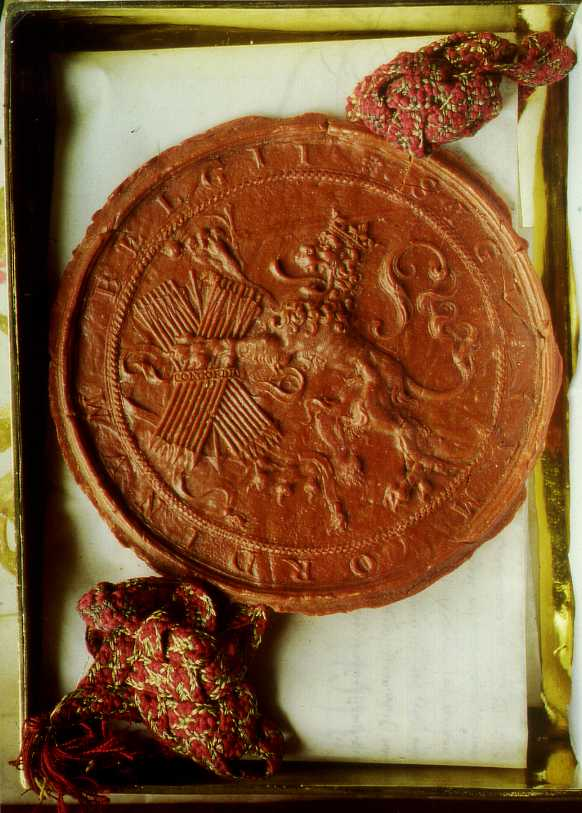
Grande Selo dos Estados Gerais (1578)

Historicamente, a convocação dos Estados-Gerais consistia em representantes dos Estados das várias províncias, como os dos Estados de Brabante, e originou-se aproximadamente em meados do século XV, durante o reinado dos duques da Borgonha. A primeira reunião foi realizada em Bruges, na Flandres em 9 de janeiro de 1464, a mando de Filipe III, Duque de Borgonha. Posteriormente, foram realizadas reuniões periódicas em Coudenberg, na Bruxelas (Brabante). Após a abjuração do rei em 1581 e da separação do norte dos Países Baixos do domínio espanhol, os Estados Gerais substituíram o rei como a suprema autoridade do governo central e nacional do norte dos Países Baixos (com o governo regional assumido pelos Estados Provinciais). Os representantes, agora em Haia, foram eleitos pelos sete estados provinciais soberanos para a administração pública das Províncias Unidas. Os Estados Gerais, nos quais o voto era por província - cada uma das sete províncias tendo direito a um voto, como na União Europeia - foram estabelecidos a partir de 1593. Cerca de 20% do território da República, as chamadas terras da Generalidade, não foi atribuído a nenhum conselho provincial e estava, portanto, sob a domínio direto da Generalidade (generaliteit) - como tal, este território não tinha direito ao voto nos Estados Gerais. A Companhia Neerlandesa das Índias Ocidentais e a Companhia Neerlandesa das Índias Orientais também estiveram sob a sua supervisão geral; Staten Island, em Nova Iorque (originalmente Nova Amsterdã(o)) e a Isla de los Estados, na Argentina (descoberta pelo neerlandês Jacob Le Maire), por exemplo, devem o seu nome aos Staten-Generaal.
Os Países Baixos do Sul mantiveram seus Estados Gerais em 
Bruxelas.
Ambos os Estados Gerais, em Haia e Bruxelas chegaram ao fim após 1795, no sul com a anexação francesa, no norte, com a proclamação da República Batava e a subsequente convocação da Assembleia Nacional (em 1 de março de 1796). O termo Estados Gerais continuou, no entanto, posteriormente a ser dado aos parlamentos que foram reconstituídos após o domínio Napoleônico, em 1815.
Em 1814, durante o Soberano Principado dos Países Baixos Unidos, a Primeira Câmara foi criada pela Constituição neerlandesa. A Constituição determina que os Estados Gerais representam todo o povo neerlandês. Em 21 de setembro de 1815, durante o Reino Unido dos Países Baixos, foi criada a Segunda Câmara.

## Galeria

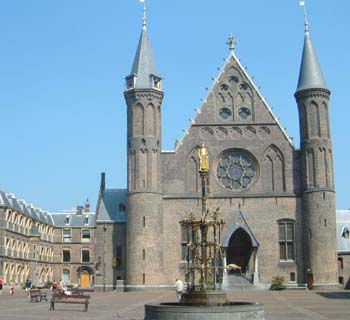
Ridderzaal, utilizado para a abertura oficial do parlamento e para outras ocasiões especiais.
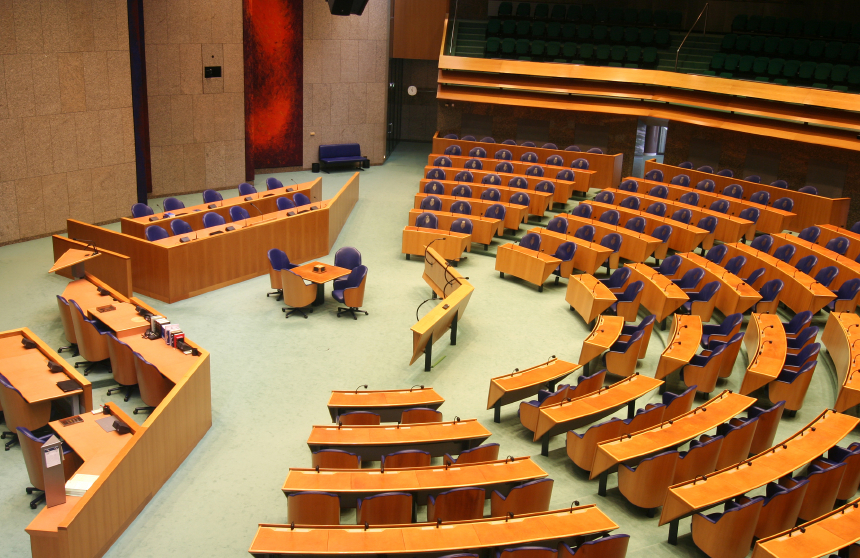
Plenário da Segunda Câmara dos Países Baixos.